# Khaled Kelkal
Khaled Kelkal (en arabe : خالد كلكال), né le 28 avril 1971 à Mostaganem en Algérie et abattu le 29 septembre 1995 à Vaugneray, est un terroriste islamiste algérien membre du Groupe islamique armé (GIA) et le principal responsable de la vague d'attentats commise en France à l'été 1995.

## Jeunesse
Né le 28 avril 1971 à Mostaganem en Algérie, il émigre en 1973 avec sa mère à Vaulx-en-Velin dans la banlieue lyonnaise pour vivre avec son père Abdelkader, en France depuis 1969, ouvrier spécialisé dans une usine de Vénissieux, sa sœur et ses deux frères. Il habite aux Barges, avenue Paul-Marcelin, dans une HLM datant du début des années 1960.
Élève au collège Les Noirettes, il a un bon niveau scolaire qui lui permet d'être admis en seconde au lycée La Martinière Monplaisir de Lyon en 1988. En 1989, il passe en première F6 Chimie. Il ne s'y sent pas à l'aise : « C'était plus ça, et ça m'a pas plu. J'ai pas tenu. J'avais les capacités de réussir, mais j'avais pas ma place, parce que je me disais : l'intégration totale, c'est impossible ; oublier ma culture, manger du porc, je ne peux pas. Eux, ils n'avaient jamais vu dans leur classe un Arabe, comme ils disent […] et, quand ils m'ont connu, ils m'ont dit : « Tu es l'exception. » […] Au lycée, dans ma classe, il y avait que les riches. ».
Il subit par ailleurs l'influence d'un frère aîné, Nourredine, condamné en 1990 à douze ans de réclusion criminelle par la cour d'assises de la Loire, et incarcéré à la maison centrale d'Ensisheim (Haut-Rhin) pour vol à main armée. Il se détourne alors de ses études et tombe dans la délinquance. En juin 1990, il est interpellé, soupçonné d'avoir participé à trois reprises à des casses à la voiture bélier. Il est inculpé puis incarcéré pendant six mois à la prison Saint-Paul de Lyon. Niant les faits, il est remis en liberté sous contrôle judiciaire en novembre 1990. Il ne peut alors se réinscrire au lycée. Il est condamné le 19 avril 1991 à trois ans de prison dont six mois avec sursis pour complicité de vols à la voiture bélier. Deux mois plus tard, en appel, sa peine est portée à quatre ans de prison ferme.

## Rencontre avec les milieux islamistes
Durant sa peine, Khaled Kelkal rencontre des religieux islamistes, apprend l'arabe et se radicalise. Sa détention dure du 27 juillet 1990 au 27 juillet 1992. Il y rencontre un autre prisonnier surnommé « Khelif ». Ce dernier est un islamiste qui avait quitté la France pour échapper à la prison mais qui a été condamné à sept ans de détention après y être revenu. En prison, Khelif tente de recruter des Algériens en perdition pour commettre des actes terroristes en Algérie.
Contre l'avis du parquet, un juge autorise alors son placement dans une entreprise de bureautique et Khaled Kelkal obtient sa liberté conditionnelle. Il retourne à Vaulx-en-Velin et entreprend en janvier 1993 une formation de conducteur d'appareils dans l'industrie chimique. Il apprend le Coran, fréquente la mosquée Bilel, dans le quartier de la Grappinière et se lie aux milieux islamistes. Il fait la connaissance d'Ali Touchent, soupçonné d'être un agent recruteur des services secrets algériens (salarié mensuellement par « l'organisme payant les policiers algériens », il échappera à toute arrestation ; et l'Algérie n'annoncera qu'un weekend de février 1998 sa mort violente le 23 mai 1997 dans un hôtel surveillé d'Alger). En 1993, celui-ci lui confie plusieurs missions en Algérie pour livrer des armes, de l'argent et des documents. Il en revient « fanatisé » : « Il disait qu'on était dans l'errance, qu'on n'était pas de bons musulmans. Il m'a frappée plusieurs fois et m'a menacée de mort s'il me voyait avec quelqu'un. » déclarera l'amie de Kelkal.

## Terrorisme islamiste en France
Le 11 juillet 1995, Khaled Kelkal est impliqué dans l'assassinat de l'imam Sahraoui, dans sa mosquée à Paris. Sahraoui est considéré comme un modéré par rapport au GIA [réf. nécessaire]. Le 15 juillet 1995, il participe à une fusillade contre des gendarmes à Bron avec son ami Karim Koussa. Le 25 juillet 1995, il est impliqué avec Boualem Bensaïd, dans le groupe qui pose une bombe à la station Saint-Michel - Notre-Dame de la ligne B du RER parisien. L'attentat fait huit morts et 117 blessés. Le 17 août 1995, il est impliqué dans un autre attentat à la place de l'Étoile à Paris où une bombe blesse dix-sept personnes. Le 26 août 1995, il est impliqué dans l'attentat raté contre la ligne TGV Paris-Lyon, où ses empreintes digitales sont relevées sur une bombe qui n'explose pas. Malgré la traque dont il fait l'objet, Khaled Kelkal parvient à commettre encore deux attentats : 
- le 3 septembre 1995, une bombe bourrée de clous heureusement défectueuse explose sur le marché Richard Lenoir dans le 11e arrondissement de Paris et fait quatre blessés ;

- le 7 septembre 1995, une bombe placée dans une voiture garée en face d'une école juive de Villeurbanne fait quatorze blessés[9].

## Décès et polémique
Depuis le début des attentats, le ministre de l'Intérieur est sur le pied de guerre. Jean-Louis Debré tient trois réunions quotidiennes avec la Police judiciaire, les Renseignements généraux, la Direction de la Surveillance du territoire. Le 9 septembre 1995, 170 000 affiches signalétiques représentant Khaled Kelkal sont diffusées dans toute la France. Khaled Kelkal est en cavale. Il est repéré le 27 septembre 1995 dans la forêt de Malval, dans les monts du Lyonnais, par des cueilleurs de champignons. Les gendarmes sont reçus par des tirs de fusil à pompe tirés par Karim Koussa, qui est blessé, tandis que Kelkal s'enfuit.
Le 29 septembre 1995, Khaled Kelkal est localisé près de Lyon, au lieu-dit « Maison Blanche » à Vaugneray. Il est interpellé par une équipe de huit gendarmes, essentiellement membres de l'Escadron parachutiste d'intervention de la Gendarmerie nationale, et alors qu'il tente de résister un revolver à la main, il est abattu par les forces de l'ordre.
La mort de Kelkal est filmée par une équipe de télévision, des journalistes de M6 et France 2 ayant suivi les gendarmes à leur sortie rapide de la gendarmerie. Les journaux de TF1 et France 2 se livrent à une débauche de sensationnalisme. Une polémique naît sur les conditions exactes de sa mort. Alors qu'il est à terre et blessé, un gendarme crie à l'un de ses collègues « Finis-le, finis-le ». Cependant, il semble que Kelkal, blessé aux jambes, continue à viser les gendarmes avec son arme de poing.
Le 6 octobre 1995, Kelkal est enterré dans un caveau du cimetière de Rillieux-la-Pape.

## Théâtre
En mai 1996 est créée par la Compagnie du Théâtre en Bransle une pièce de théâtre de François Durègne et David Psalmon, intitulée Moi, Khaled Kelkal inspirée de l'interview de Kelkal par le sociologue allemand Dietmar Loch. En octobre 1996, l'affiche du spectacle est interdite par la municipalité de Mulhouse car jugée « de nature à choquer de nombreux Mulhousiens et à créer un trouble à l'ordre public ». À l'automne 2006, Roger des Prés monte sa propre adaptation théâtrale intitulée Khaled Kelkal, une expérience de la banlieue coproduit par le Théâtre des Amandiers.

## Musique
Le rappeur français Rohff fait brièvement référence à Khaled Kelkal dans le titre Rohff vs L'État, extrait de l'album Le Code de l'honneur (1999) : « Armé jusqu'aux dents, jamais j'm'avoue vaincu, comme Khaled Kelkal, à mes trousses j'ai l'État, mon principal rival, entre nous y'a pas d'rapport amical, ça s'annonce radical, j'suis prêt à mourir pour ma cause, parce-que l'amour me recale, j'ai l'shaytan qui m'propose plein d'choses… ».
Le groupe Tandem y fait également brièvement référence dans le titre Vécu de poissard, extrait de l'album C'est toujours pour ceux qui savent (2005) : « Sache que j'n'envisage en aucun cas d'finir à la Khaled Kelkal».

## Documentaires télévisés
- « Khaled Kelkal, Ennemi public no 1 » en décembre 2006, avril 2008 et août 2010 dans Faites entrer l'accusé présenté par Christophe Hondelatte sur France 2.
- « Il y a 20 ans, les attentats de 1995 » le 22 mai 2015 dans Secrets d'actualité sur M6.